# NGC 7519
NGC 7519 (другие обозначения — PGC 70713, UGC 12424, MCG 2-59-9, ZWG 431.16, KUG 2310+104B) — спиральная галактика (Sb) в созвездии Пегас.
Этот объект входит в число перечисленных в оригинальной редакции «Нового общего каталога».